# Elecciones presidenciales de Brasil de 1922
La elección presidencial de Brasil de 1922 se realizó el 1 de marzo para los cargos de presidente y vicepresidente en los veinte estados de la época y el distrito federal de Río de Janeiro. Resultó vencedor Artur Bernardes. El 22 de agosto se realizó una nueva elección de vicepresidente debido al fallecimiento de Urbano Santos el 7 de mayo, resultando ganador Estácio Coimbra.

## Resultados
| Elección presidencial 1 de marzo | Elección presidencial 1 de marzo | Elección presidencial 1 de marzo | Elección de vicepresidente 1 de marzo | Elección de vicepresidente 1 de marzo | Elección de vicepresidente 1 de marzo | Elección de vicepresidente 22 de agosto | Elección de vicepresidente 22 de agosto | Elección de vicepresidente 22 de agosto |
| Candidato                        | Votos                            | Porcentaje                       | Candidato                             | Votos                                 | Porcentaje                            | Candidato                               | Votos                                   | Porcentaje                              |
| -------------------------------- | -------------------------------- | -------------------------------- | ------------------------------------- | ------------------------------------- | ------------------------------------- | --------------------------------------- | --------------------------------------- | --------------------------------------- |
| Artur Bernardes                  | 466 972                          | 59,46%                           | Urbano Santos                         | 447 595                               | 56,85%                                | Estácio Coimbra                         | 295 787                                 | 99,59%                                  |
| Nilo Peçanha                     | 317 714                          | 40,46%                           | José Joaquim Seabra                   | 338 809                               | 49,39%                                | José Joaquim Seabra                     | 790                                     | 0,27%                                   |
| Urbano Santos                    | 232                              | 0,02%                            | Washington Luís                       | 222                                   | 0,05%                                 | Washington Luís                         | 155                                     | 0,05%                                   |
| Otros                            | 383                              | 0,05%                            | Otros                                 | 506                                   | 0,06%                                 | Otros                                   | 264                                     | 0,09%                                   |
| Votos nominales                  | Votos nominales                  | 785 301                          | Votos nominales                       | Votos nominales                       | 787 278                               | Votos nominales                         | Votos nominales                         | 296 996                                 |
| Votos blancos/nulos              | Votos blancos/nulos              | 280 699                          | Votos blancos/nulos                   | Votos blancos/nulos                   | 278 722                               | Votos blancos/nulos                     | Votos blancos/nulos                     | 7004                                    |
| Total                            | Total                            | 1 066 000                        | Total                                 | Total                                 | 1 066 000                             | Total                                   | Total                                   | 304 000                                 |